# Eleição municipal de Petrolina em 2012
A eleição municipal da cidade brasileira de Petrolina em 2012 ocorreu em 7 de outubro para eleger um prefeito, um vice-prefeito e 19 vereadores para a administração municipal. O prefeito titular, Júlio Lóssio, do PMDB, foi reeleito ainda no primeiro turno, com 64.929 votos (45,26% do total).
Seu principal adversário nas urnas, Fernando Filho (PSB), ficou em segundo lugar, com 46.635 votos. Odacy Amorim (PT) e Rosalvo (PSOL) tiveram as menores votações (29.506 e 2.380 sufrágios, respectivamente).
Para a Câmara Municipal, o candidato mais votado foi Zenildo do Alto do Cocar (PSB), que recebeu 3.953 votos do eleitorado petrolinense.

## Candidatos a prefeito
|  | Nº | Candidato(a) a prefeito | Candidato(a) a prefeito                           | Candidato(a) a vice-prefeito | Candidato(a) a vice-prefeito                           | Coligação |
|  | -- | ----------------------- | ------------------------------------------------- | ---------------------------- | ------------------------------------------------------ | --- |
|  | 13 |                         | Odacy Amorim (PT) Odacy Amorim de Souza           |                              | Vilmar Cappellaro (PPS) Vilmar Cappellaro              | "Petrolina de Todos" - Partido dos Trabalhadores (PT) - Partido Popular SOcialista (PPS) |
|  | 15 |                         | Júlio Lóssio (PMDB) Júlio Emílio Lóssio de Macedo |                              | Guilherme Coelho (PSDB) Guilherme Cruz de Souza Coelho | "Pra Frente Petrolina" - Partido do Movimento Democrático Brasileiro (PMDB) - Democratas (DEM) - Partido da Social Democracia Brasileira (PSDB) - Partido da Mobilização Nacional (PMN) |
|  | 40 |                         | Fernando Filho (PSB) Fernando Coelho Filho        |                              | Gennedy Patriota (PSB) Gennedy Marcelo Leite Patriota  | "Unidade por Petrolina" - Partido Socialista Brasileiro (PSB) - Partido Progressista (PP) - Partido Republicano Brasileiro (PRB) - Partido Social Liberal (PSL) - Partido Trabalhista Brasileiro (PTB) - Partido Social Cristão (PSC) - Partido Trabalhista Nacional (PTN) - Partido da República (PR) - Partido Renovador Trabalhista Brasileiro (PRTB) - Partido Humanista da Solidariedade (PHS) - Partido Trabalhista Cristão (PTC) - Partido Verde (PV) - Partido Democrático Trabalhista (PDT) - Partido Comunista do Brasil (PCdoB) - Partido Social Democrático (PSD) - Partido Trabalhista do Brasil (PTdoB) - Partido Republicano Progressista (PRP) |
|  | 50 |                         | Rosalvo (PSOL) Rosalvo Antonio da Silva           |                              | Carlos Amorim (PSOL) Carlos Antonio de Amorim          | "Sem coligação" - Partido Socialismo e Liberdade (PSOL) |

## Coligações proporcionais
| Coligação                       | Partidos                  |
| ------------------------------- | ------------------------- |
| Pra Frente Petrolina com o Povo | PMDB, PSDB e DEM          |
| Frente Popular de Petrolina     | PSB, PTB, PSD, PP e PDT   |
| Petrolina Mais Forte            | PHS, PV, PRTB, PRB e PTC  |
| Petrolina                       | PT e PPS                  |
| Renovação Para o Povo           | PRP, PTN, PSL, PR e PCdoB |
| Sem coligação                   | PMN, PSOL e PSDC          |

## Resultados
| Candidato(a)         | Vice                    | 1º Turno 7 de outubro de 2012 | 1º Turno 7 de outubro de 2012 |
| Candidato(a)         | Vice                    | Votação                       | Votação                       |
| Total                | Porcentagem             | Total                         | Porcentagem                   |
| -------------------- | ----------------------- | ----------------------------- | ----------------------------- |
| Júlio Lóssio (PMDB)  | Guilherme Coelho (PSDB) | 64.929                        | 45,26%                        |
| Fernando Filho (PSB) | Gennedy Patriota (PSB)  | 46.635                        | 32,51%                        |
| Odacy Amorim (PT)    | Vilmar Cappellaro (PPS) | 29.506                        | 20,57%                        |
| Rosalvo (PSOL)       | Carlos Amorim (PSOL)    | 2.380                         | 1,66%                         |
| Votos em branco      | Votos em branco         | 2.417                         | 1,59%                         |
| Votos nulos          | Votos nulos             | 6.029                         | 3,29%                         |
| Total                |                         |                               |                               |
| Abstenções           | Abstenções              | 26.405                        | 14,81%                        |
| Votos apurados       | Votos apurados          | 151.896                       | 100%                          |
| Votos válidos        | Votos válidos           | 143.450                       | 94,44%                        |
| Total de eleitores   | Total de eleitores      | 178.301                       |                               |

| Partido | Partido | Candidato      | Votos   | Votos (%) |
| ------- | ------- | -------------- | ------- | --------- |
|         | PMDB    | Júlio Lóssio   | 64 929  | 45,26%    |
|         | PSB     | Fernando Filho | 46 635  | 32,51%    |
|         | PT      | Odacy Amorim   | 29 506  | 20,57%    |
|         | PSOL    | Rosalvo        | 2 380   | 1,66%     |
| Totais  | Totais  | Totais         | 143 450 |           |

## Vereadores eleitos
| Candidato eleito         | Partido | Votação | Porcentagem | Cidade onde nasceu      | Unidade federativa |
| Zenildo do Alto do Cocar | PSB     | 3.953   | 2,77%       | Petrolina               | Pernambuco         |
| Dr. Pérsio               | PMDB    | 3.597   | 2,52%       | Campo Alegre de Lourdes | Bahia              |
| Manoel da ACOSAP         | PHS     | 3.370   | 2,37%       | Petrolina               | Pernambuco         |
| Osório Siqueira          | PSB     | 3.226   | 2,26%       | Casa Nova               | Bahia              |
| Edilsão                  | PSL     | 3.222   | 2,26%       | Petrolina               | Pernambuco         |
| Elias Jardim             | PP      | 2.855   | 2%          | Calumbi                 | Pernambuco         |
| Maria Elena              | PSB     | 2.687   | 1,89%       | Parnamirim              | Pernambuco         |
| Major Enfermeiro         | PRTB    | 2.660   | 1,87%       | Piripiri                | Piauí              |
| Elismar Gonçalves        | PMDB    | 2.636   | 1,85%       | Petrolina               | Pernambuco         |
| Ibamar                   | PRTB    | 2.604   | 1,83%       | Cabrobó                 | Pernambuco         |
| Professor Zé Batista     | PDT     | 2.502   | 1,76%       | Petrolina               | Pernambuco         |
| Paraíba                  | PMDB    | 2.456   | 1,72%       | Lagoa                   | Paraíba            |
| Ailton Guimarães         | PMDB    | 2.364   | 1,66%       | Flores                  | Pernambuco         |
| Edinaldo Lima            | PMDB    | 2.358   | 1,66%       | Ipubi                   | Pernambuco         |
| Cristina Costa           | PT      | 2.248   | 1,58%       | Petrolina               | Pernambuco         |
| Ronaldo Cancão           | PSL     | 1.921   | 1,35%       | Casa Nova               | Bahia              |
| Adalberto Filho          | PSL     | 1.916   | 1,34%       | Petrolina               | Pernambuco         |
| Pedro Filippe            | PSL     | 1.913   | 1,34%       | Petrolina               | Pernambuco         |
| Geraldo da Acerola       | PT      | 1.905   | 1,34%       | Triunfo                 | Pernambuco         |